# Igumeníca
Igumeníca (más nevein: Igumenitsza, Igoumenitsza; görög írással Ηγουμενίτσα) kikötőváros Görögország nyugati részén, az Epirusz régióban.
Lakossága 25 800 fő volt 2011-ben.
Gazdasági élete elsősorban a turizmustól és a kikötőtől függ. A várost rendszeres kompjáratok kötik össze Korfuval, a görögországi Pátra kikötőjével és Olaszország kikötővárosaival (Ancona, Bari, Brindisi).

## Története
Ősi neve Titani (Gitani) volt és a Theszprotiá Királyság egyik városa volt az i. e. 4. században. Városfalának hossza 2 400 méter volt. Az ásatások egy színház és két templom maradványait is feltárták. A várost i. e. 167-ben a rómaiak elpusztították. A terület a Római-, majd végül az Oszmán Birodalom része lett. Az oszmán török uralom megmaradt egészen a 20. század elejéig.

## Testvérvárosai
- Sarandë, Albánia
- Velbert, Németország

## Galéria

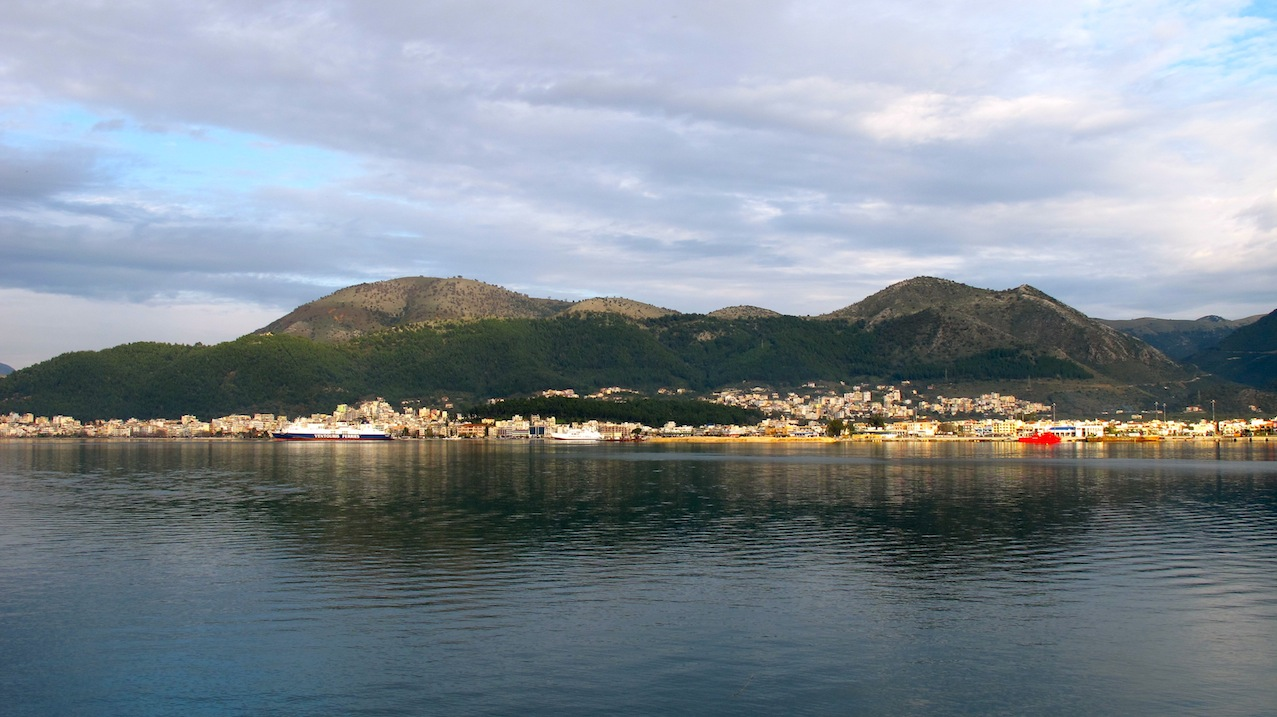
A város a tenger felől
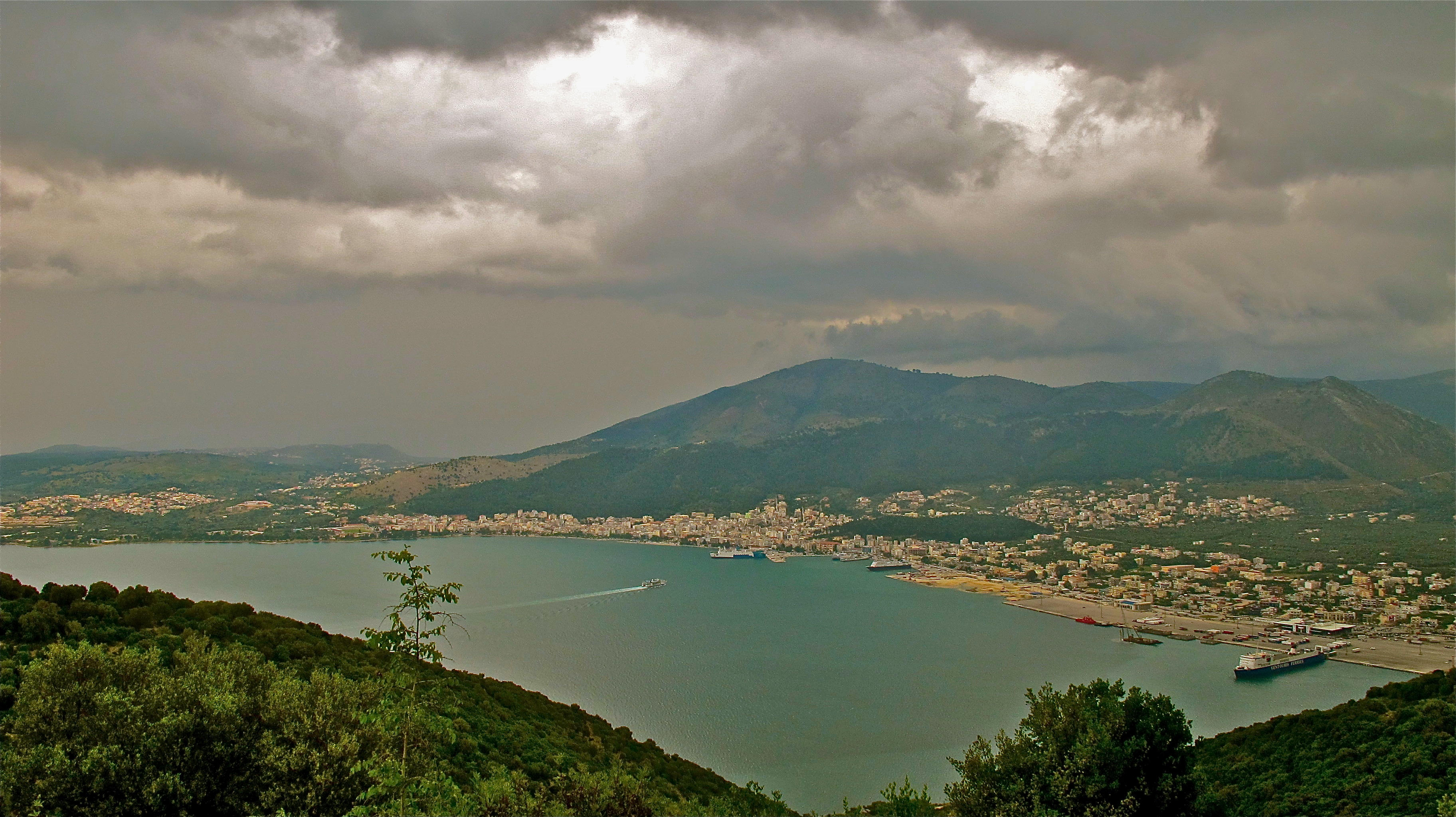
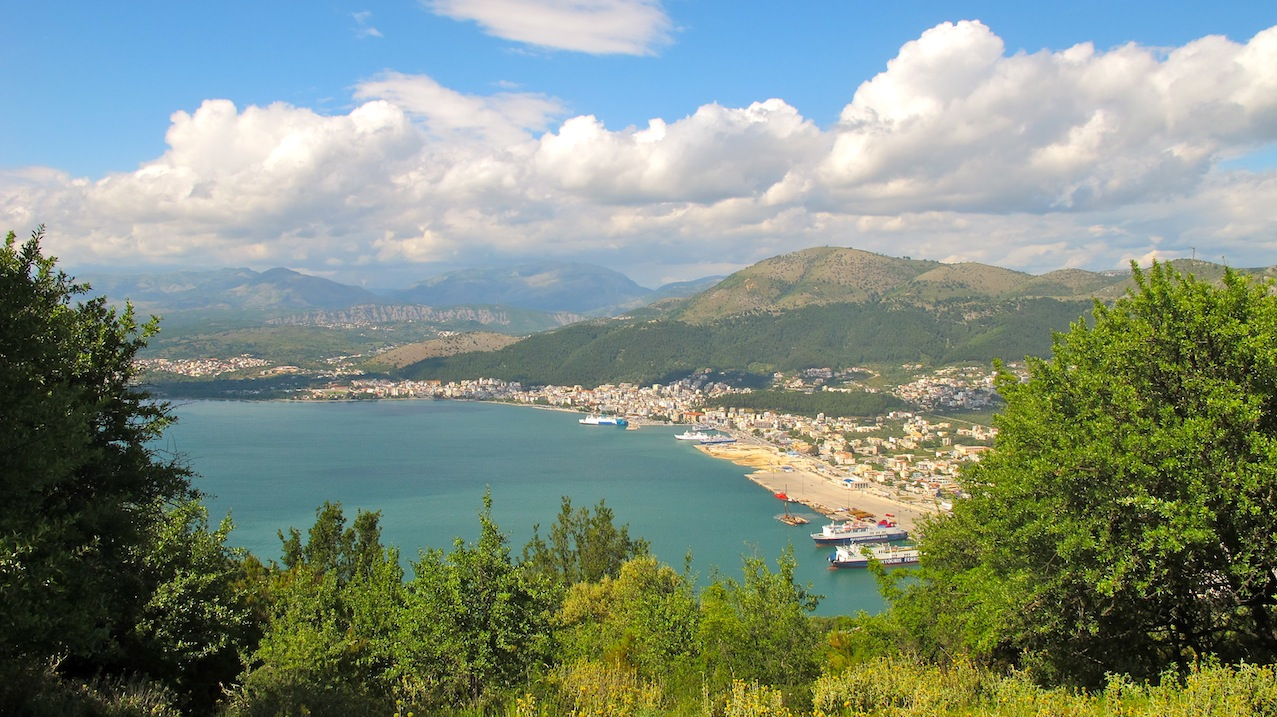

## Fordítás
Ez a szócikk részben vagy egészben  az   Igoumenitsa című angol Wikipédia-szócikk fordításán alapul.  Az eredeti cikk szerkesztőit annak laptörténete sorolja fel. Ez a jelzés csupán a megfogalmazás eredetét és a szerzői jogokat jelzi, nem szolgál a cikkben szereplő információk forrásmegjelöléseként.